# 中村 (伊丹市)
中村（なかむら）は、兵庫県伊丹市の大字。住居表示は実施していない。郵便番号664-0838。

## 地理
伊丹市北東部、猪名川東岸の一角で大阪国際空港に隣接する地域。北を下河原、東を小阪田、南東を大字西桑津、南を桑津、南西を大字東桑津、西を北河原、北西の一点で北伊丹と接する。
かつて存在したバラックは全て撤去され、整備事業が実施されている。2019年（令和元年）6月30日以降の人口は0人。

### 地名の由来
鎌倉時代からの荘園名に由来する。旧川辺郡神津村の大字となった際は「中」とせずに「村」を残して「中村」とした。なお、1964年（昭和39年）に解村し、小阪田に編入されている地域は、現存する大字中村と区別するため「旧中村」と呼ぶ場合がある。

## 歴史
1937年（昭和12年）の大阪第二飛行場（現在の大阪国際空港）建設工事に際して銅鐸が出土しており、弥生時代から集落が形成されていたと推定されている。「中村」の地名は鎌倉時代より荘園として記録されており、多田院に当地の私領田より法花読踊僧膳供料が寄進されていたという。
江戸時代には幕府領、武蔵国岩槻藩領（飛地）、同岡部藩領（飛地）などを経て1746年（延享3年）に田安家領となった。1889年（明治22年）の町村制施行により神津村の大字となる。1937年に大阪第二飛行場、後の大阪国際空港が開港して以降、拡張工事により用地収用が繰り返される。1947年に神津村が伊丹市へ編入された後、1964年に解村式が行われる。この際、中村の鎮守であった素盞嗚神社は近隣の桑津神社へ合祀された。また、法性寺は市内の中野へ、来恩寺は昆陽へそれぞれ移転した。

### 在日韓国・朝鮮人集団移転問題
1935年（昭和10年）に開始された、大阪第二飛行場の建設工事に際して、建設に従事した朝鮮半島出身者の飯場が、空港の北西に設けられ、戦後も多くの在日韓国・朝鮮人が当地に留まり、集落を形成していた。当該地区は大阪国際空港の国有地に当たり、日本国政府は「不法占拠である」として、立ち退きを要求していたが、2001年（平成13年）より伊丹市および兵庫県、国土交通省が住民と協議を行い、近接する桑津4丁目の市営住宅へ全員が転居することで合意が成立。2009年（平成21年）に全世帯の移転が完了し、跡地に記念碑が建立された。